# Garudinodes albofasciata
Garudinodes albofasciata är en fjärilsart som beskrevs av Rothschild 1912. Garudinodes albofasciata ingår i släktet Garudinodes och familjen björnspinnare. Inga underarter finns listade i Catalogue of Life.